# Gunnery Sergeant

Gunnery Sergeant, gradbeteckning.

Gunnery Sergeant är en tjänstegrad för underofficerare i den amerikanska marinkåren. 
I USA:s väpnade styrkor har den lönegrad(pay grade) E-7. Inom NATO motsvarar det OR-7.